# Diaspora
Pour les articles homonymes, voir Diaspora (homonymie).

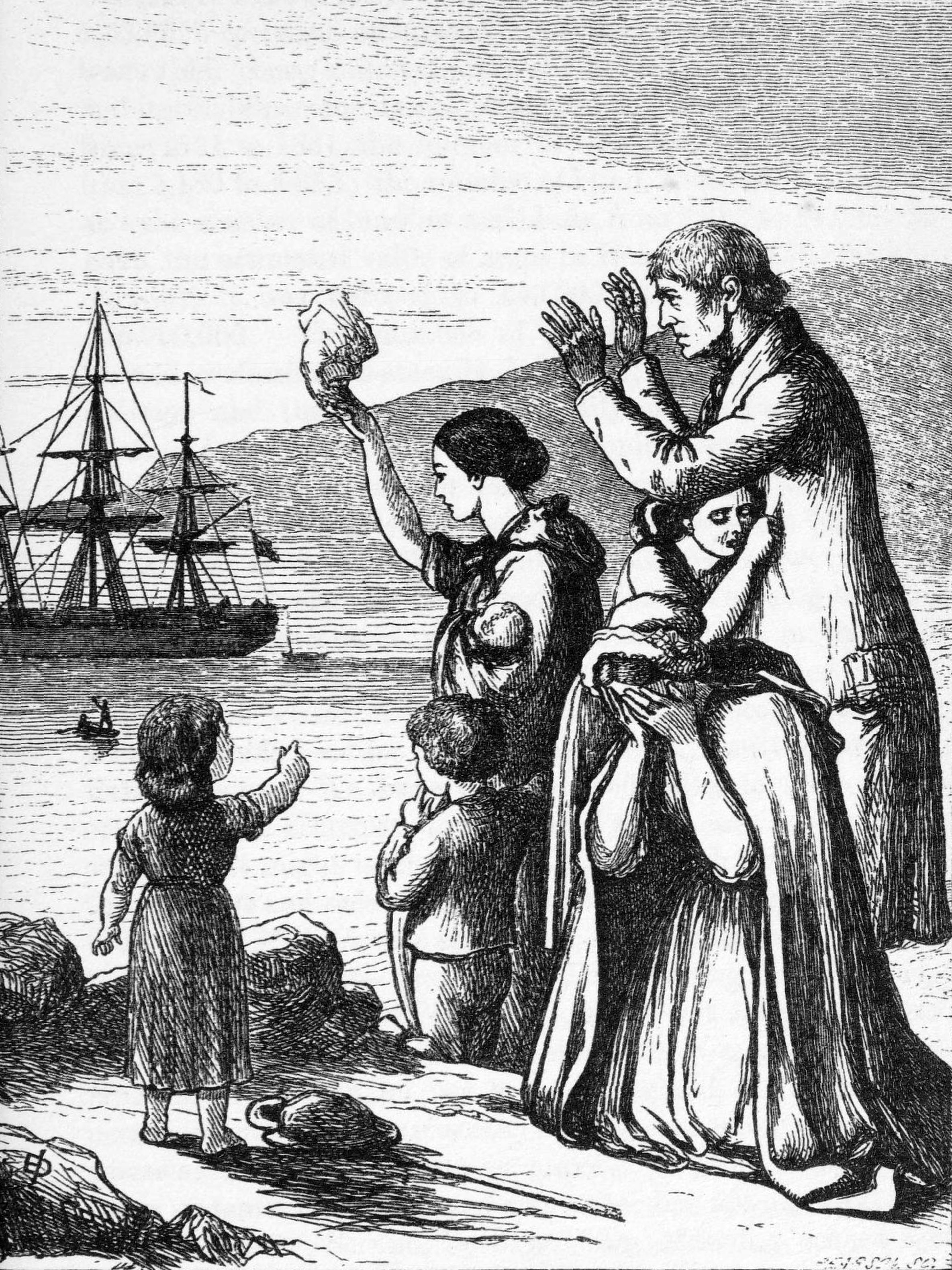
Des émigrants quittant l’Irlande, par Henry Doyle, 1868.

Une diaspora est la dispersion d’une communauté ethnique ou d’un peuple à travers le monde.
À l'origine, ce terme ne recouvrait que le phénomène de dispersion proprement dit. Aujourd'hui, par extension, il désigne aussi l'ensemble des membres d'une communauté à travers plusieurs pays.

## Étymologie
Le grec διασπορά / diasporá signifie « dispersion », apparenté à σπορά / sporá, « ensemencement », du verbe σπείρω / speírô, « semer » qui a donné spore en français. Ce terme est inchangé en grec moderne et s'utilise notamment pour désigner la très importante diaspora hellénique de par le monde.

## Usage du nom
En sciences sociales, le mot « diaspora » a d'abord décrit la dissémination du peuple juif, mais depuis les années 1980, les chercheurs l'utilisent de plus en plus pour d'autres populations,. 
Le concept de diaspora tel qu'utilisé dans ce domaine semble avoir une origine anglo-saxonne. Gabriel Sheffer, en 1986, citait l'article « Mobilized and Proletarian Diasporas » écrit par John A. Armstrong, en 1976, estimant qu’il serait faux de considérer que le mot diaspora ne s’applique qu’à la dispersion du peuple juif, car d’autres diasporas ont existé, y compris avant celle du peuple juif (par exemple : diasporas nabatéenne, phénicienne ou assyrienne).

## Origine
Les premières diasporas sont les diasporas grecques de l'Antiquité : au milieu du XIe siècle av. J.-C., les Grecs commencent à s'installer sur les côtes d'Asie Mineure et de Chypre, en Italie à partir du VIIIe siècle av. J.-C., puis sur tout le pourtour méditerranéen par la suite. Ainsi la diaspora phocéenne, de la cité de Phocée, fonda Massalia en 598 av. J.-C., la future Marseille.
En français, le mot fut d'abord employé pour la diaspora juive, comme l'indiquent l'encyclopédie Larousse et le dictionnaire du CNRTL.
Le terme fut repris au XXe siècle pour désigner d'autres communautés telles que les diasporas russe, arménienne, irlandaise, kurde, portugaise, etc.

## Nombre d'individus
Le nombre de personnes en situation de diaspora n'est pas connu précisément, mais il peut être estimé à 600 millions, soit 10 % de l'humanité. Le rapport de la Commission globale sur les migrations internationales (ONU) évalue à 200 millions le nombre de migrants. On peut multiplier par trois ce chiffre pour évaluer le nombre de diasporiques, citoyens ou non des pays d'accueil.

## Problématique
Selon Michel Bruneau, le terme de diaspora sert à désigner toutes sortes de phénomènes résultant de migrations de population dans plusieurs pays, à partir d'un foyer émetteur. Longtemps utilisé pour désigner la dispersion des juifs dans l'Antiquité, son champ d'application s'est élargi aujourd'hui, comme dans les acceptions des géographes. R. Brunet (1992) énumère trois types de causes de dissémination : « une dispersion contrainte, en l'absence de pays propre (diaspora kurde); une difficulté d'existence plus ou moins momentanée (diaspora portugaise, irlandaise) ; ou un choix d'activités et de modes de vie ». Les politologues se sont intéressés au rôle des diasporas dans les relations entre États, entre pays d'origine et pays d'accueil.
Les grandes problématiques qui touchent les diasporas concernent l'espace économique, les flux transnationaux, les structures religieuses, les comparaisons entre les différents modes d'accueil des pays récepteurs, la notion de territorialité et les grands espaces carrefours.

## Définition d'une diaspora
Peuvent être retenues trois caractéristiques essentielles :
1. la conscience et le fait de revendiquer une identité ethnique ou nationale ;
2. l'existence d'une organisation politique, religieuse ou culturelle du groupe dispersé (vie associative) ;
3. l'existence de contacts sous diverses formes, réelles ou imaginaire, avec le territoire ou le pays d'origine (l'intégration d'un groupe diasporé ne signifie pas l'assimilation dans le pays d'accueil).

En d’autres termes, selon la définition de Chivallon, le mot « diaspora désigne les populations dispersées depuis une terre natale (homeland) qui ont conservé des liens durables entre les membres issus de cette dissémination », la longévité du sentiment d’appartenance collective se construisant en rapport avec la mémoire du territoire d’origine. La définition adoptée peut cependant être plus ou moins restrictive selon les chercheurs, certains faisant de la perte du territoire d'origine un préalable, d'autres comme Michel Bruneau insistant davantage sur la dispersion dans des pays différents. C'est un point de débat.

### Dispersion dans les pays d'accueil
L'espace d'une diaspora est un espace transnational diffus et réticulé, fait d'une multitude de noyaux dispersés, centres de communautés, et d'une multipolarité sans hiérarchie stricte. Le lien communautaire est essentiel pour la pérennité de la diaspora. Il s'établit à partir de différents ancrages (maison familiale, quartiers, édifices religieux, sièges d'associations) et se développe à travers de nombreux réseaux (filières et cultures régionales).

### Mémoire et territoire d'origine
La mémoire joue un rôle important dans la structuration des communautés et peut s'inscrire en référence à un territoire réel ou mythique lorsqu'il est inexistant. La référence au territoire d‘origine est particulièrement forte pour les diasporas issues de la vaste zone eurasiatique, naguère lieu de prédilection des empires multiethniques. Le rapport entre les diasporas et l'État-nation est difficile, quand ce dernier s'accompagne d'homogénéisation ethnique, donnant lieu parfois à des massacres (en Turquie : génocide des Arméniens). Mais les diasporas ont largement contribué à créer, repeupler leur État-nation (Grèce, Arménie, Israël). Parfois, la diaspora est utilisée comme une extension de la politique du territoire d'origine, et inversement elle peut faire pression sur la politique extérieure, comme la diaspora juive aux États-Unis.

### Système spatial de la diaspora et État-nation
Les diasporas ont pour cadre historique :
- les grands empires multiethniques ;
- les empires coloniaux (empire britannique, empire russe).

Les diasporas se redéploient de plus en plus dans les pays d'Amérique du Nord et du Sud et en Australie. Les phénomènes de circulation migratoire (territoire d'origine-territoire d'accueil) tendent à se généraliser avec les progrès des techniques de transport et de communication. Dans l'État-nation post-moderne, les diasporas sont moins assimilées qu'intégrées et conservent une certaine autonomie.

### Mondialisation et structuration des diasporas
Les territoires d'origine des diasporas sont souvent de grands isthmes à l'échelle mondiale : Moyen-Orient, Asie du Sud est et Amérique centrale-Caraïbes.
Les diasporas peuvent également être issues de zones de fortes pressions démographiques et de pauvreté relative (diasporas « prolétaires » qui à la seconde génération deviennent de vraies diasporas, car elles ont les moyens d'auto-développement).
C'est seulement à partir du XIXe siècle que les diasporas se sont mondialisées.
Avec l'essor des nouvelles technologies de l'information et de la communication, les médias sociaux permettent de maintenir des liens beaucoup plus forts avec la communauté d'origine. Les interactions avec les personnes de cette communauté sont facilitées par ces technologies numériques qui de plus normalisent les relations entretenues dans la vie quotidienne. De plus, des sites dits « diasporiques » véhiculent ce sentiment communautaire. Produits par des communautés transnationales depuis un des lieux de dispersion, organisés selon un ou plusieurs éléments culturels communs (religion, ethnie, nation d'origine etc…) et s'adressant aux membres de cette communauté soit compris dans une certaine aire géographique soit de par le monde, ils représentent une numérisation des liens communautaires de la diaspora et permettent les interactions entre les différents membres de la communauté. Ces sites servent des buts variés : lutter contre les stéréotypes comme le site « Mathematicians of the African Diaspora », partager autour d'une spécificité culturelle et d'une spécificité technique comme le site de l'Association des Informaticiens Juifs de France ou encore, comme le site « Origines Vietnam », aider les enfants adoptés à retrouver leurs anciennes familles, voyager dans leur pays d'origine et découvrir la langue et la culture. L'évolution des médias « diasporiques » est difficile à prévoir car ils ne sont réellement efficaces que depuis l'arrivée relativement récente d'internet et les études sont encore en cours.

## Les études sur les diasporas
Il existe un champ complet d’études sur les migrations diasporiques, appelé les diasporas studies. C'est un ouvrage du politologue Gabriel Sheffer qui a donné le ton au développement de ce sous-champ dans les années 1990. Ces études sont transdisciplinaires et rassemblent des spécialistes issus notamment de la science politique, l’anthropologie, la sociologie, l’histoire et la géographie.

## Les grands types de diasporas
On peut scinder les diasporas en trois types :
- pôle entrepreneurial : influence des entreprises et de l'État-nation de plus en plus forte ;
- pôle religieux et linguistique : religion trop diversifiée, peu d'impact de l'État-nation d'origine ;
- pôle politique : lorsque le territoire d'origine est dominé par une puissance étrangère.

Une autre division est proposée par Cohen :
- diasporas victimes issues de traumatismes (Africains, Arméniens, Palestiniens, Kurdes)
- diasporas de travail (Indiens, Antillais)
- diasporas impériales (Britanniques)
- diasporas de commerce (Chinois, Libanais)